# D. D. Beauchamp
Pour les articles homonymes, voir Beauchamp.
D. D. Beauchamp est un scénariste né le 25 août 1908, décédé le 20 mars 1969 à Los Angeles (États-Unis).

## Filmographie
- 1948 : Le Barrage de Burlington (River Lady) de George Sherman
- 1948 : Feudin', Fussin' and A-Fightin'
- 1951 : La Belle du Montana (Belle Le Grand) d'Allan Dwan
- 1951 : Father Takes the Air
- 1952 : La Madone du désir (The San Francisco Story)
- 1953 : Gusnmoke
- 1953 : Quand la poudre parle (Law and Order)
- 1953 : Son of Belle Starr
- 1953 : Deux Nigauds chez Vénus (Abbott and Costello Go to Mars) de Charles Lamont
- 1953 : Le Déserteur de Fort Alamo (The Man from the Alamo) de Budd Boetticher
- 1953 : All American
- 1954 : Belle mais dangereuse (She Couldn't Say No)
- 1954 : Rails Into Laramie
- 1954 : Jesse James' Women
- 1954 : Le Nettoyeur (Destry)
- 1955 : L'Homme qui n'a pas d'étoile (Man Without a Star)
- 1955 : Le Bagarreur du Tennessee (Tennessee's Partner)
- 1955 : Les Années sauvages (The Rawhide Years) de Rudolph Maté
- 1956 : Massacre
- 1956 : Yaqui Drums
- 1957 : Le Vengeur (Shoot-Out at Medicine Bend) de  	Richard L. Bare
- 1960 : Pour l'amour de Mike (None but the Brave ou For the Love of Mike) de George Sherman
- 1960 : La Piste Nachez (Natchez Trace)
- 1969 : Un colt nommé Gannon (A Man Called Gannon) de James Goldstone